# Agar (actrice)
Pour les articles homonymes, voir Agar.
Répertoire
- Phèdre de Racine
- Le Passant de François Coppée
- Cinna de Corneille, rôle d'Émilie
- Horace de Corneille, rôle de Camille
- Andromaque de Racine, Hermione & Andromaque

Marie-Léonide Charvin, dite Agar, née le 18 septembre 1832 à Sedan et morte le 15 août 1891 à Mustapha en Algérie,,,, est une actrice de théâtre française, qui fut avec Rachel et Sarah Bernhardt l'une des célèbres tragédiennes de la fin du XIXe siècle.

## Biographie
Marie Léonide était la fille de Pierre Charvin, alors âgé de 32 ans, maréchal des logis au 8e régiment de chasseurs à cheval en garnison à Sedan, et de Marie Fréchuret, alors âgée de 17 ans,.

### Jeunesse provinciale
Assez peu de choses nous sont connues de sa jeunesse. Ses parents étant originaires de l'Isère, son père de Faramans et sa mère de Vienne, il semble que, tandis que ses parents continuent de mener la vie de garnison liée au métier de son père, Marie Léonide ait vécu une enfance et une jeunesse quiètes chez ses grands-parents paternels à Faramans.
À tout le moins sait-on qu'elle se marie avec un nommé Nique, pour échapper à l'emprise de la nouvelle femme de son père, remarié depuis son veuvage en 1848.
Son époux lui fait subir les pires avanies. Près de cinq années s'écoulent avant qu'elle ne fuie ce mariage pour monter à Paris en 1853.

### L’apprentissage à Paris
Elle commence sa vie parisienne en donnant des leçons de piano puis, comme elle « avait de la voix », se met à chanter, à partir de 1857, dans des cafés-concerts, des « beuglants », sous le pseudonyme de Mlle Lallier, des chants « spécialement composés en vue de son talent » qu'elle interpréta « avec une certaine vigueur tragique ».
En 1859, elle monte pour la première fois sur les planches d'un véritable théâtre, le théâtre Beaumarchais, en tant que chanteuse pour interpréter une cantate en l'honneur de la victoire de Solférino.
Présentée au professeur d'art dramatique Ricourt, celui-ci lui conseille de se rajeunir et lui fait changer de nom et choisir celui d'Agar, au motif « qu'après les grands succès de Rachel, toutes les comédiennes devaient prendre leur nom dans la Bible ».
À la fin de 1859, sous sa direction, elle débute en tant qu'actrice au petit théâtre de la Tour d'Auvergne, dans Don César de Bazan de Dumanoir et Dennery, où elle joue le rôle de Maritana. Devenue « l'étoile » de ce théâtre, elle y joue ensuite Phèdre pour la première fois le 6 mars 1860. Une brochure de 1862 commente : « Phèdre, mon Dieu, oui ! elle [Agar] qui, six semaines auparavant ne se doutait pas qu'il existât une pièce de ce nom […] Malheureusement les leçons se faisaient encore sentir dans la diction ».
Francisque Sarcey, critique dramatique, la décrit ainsi : « un jour je me laissai conduire à sa classe [chez Ricourt] pour voir la merveille dont il s'était fait le précurseur. C'était Mlle Agar. Elle était superbe, avec ce beau visage de marbre, cette épaisse chevelure noire, lourdement massée sur le cou, sa poitrine déjà opulente, sa taille majestueuse et cette voix grave à laquelle son timbre voilé donnait je ne sais quoi de mystérieux. C'était quelqu'un ! ».

### Premiers succès au théâtre

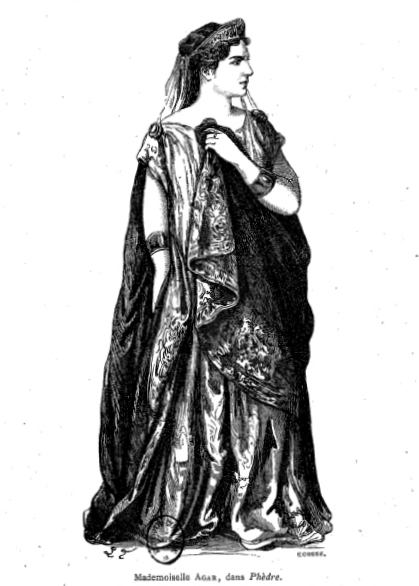
Mlle Agar dans Phèdre.

Le 20 janvier 1862, sur la scène du théâtre de l'Odéon, elle reprend le rôle de Phèdre de Racine. « Elle eut, devant le jeune et intelligent parterre de ce théâtre, un grand succès de beauté, et son talent abrupt, rude, peu mesuré, mais d'une inspiration personnelle, étrange et communicative, produisit un très vif effet ». Ce seront ensuite des rôles dans Horace de Corneille, Agnès de Méranie de François Ponsard, Médée d'Ernest Legouvé à l'École lyrique, Lucrèce également de François Ponsard ainsi qu'un rôle important dans un drame de M. Garand, les Étrangleurs de l'Inde, au théâtre de la Porte-Saint-Martin.
Sa première apparition sur la scène de la Comédie-Française date du 12 mai 1863. Elle y interprète à nouveau le rôle de Phèdre. Ce début est surtout remarqué pour un accident : « En faisant sa sortie du premier acte, Mlle Agar est tombée sur une grille du calorifère et elle s'est blessée à la figure et surtout au nez. Elle a pu jouer néanmoins les deux actes suivants ; mais au quatrième, il a fallu baisser le rideau sans finir la pièce, Mlle Agar s'étant trouvée mal ».
Ses prestations suivantes sur cette prestigieuse scène, dans les œuvres de Racine, Andromaque et le rôle de Clytemnestre dans Iphigénie, n'ont qu'un « succès ne répondant pas à l'attente ».
Quittant la rue de Richelieu, elle se retrouve sur les planches de l'Ambigu dans La Sorcière puis, en 1864, de la Porte-Saint-Martin dans Faustine de Louis-Hyacinthe Bouilhet, de la Gaîté sur le boulevard du Temple dans la Tour de Nesle de Frédéric Gaillardet et Alexandre Dumas, dans le rôle de Ghébel dans Le Fils de la nuit d'Alexandre Dumas et Gérard de Nerval, et à nouveau de l'Odéon dans La Conjuration d'Amboise de Bouilhet en 1866 avec le rôle de la Reine-mère, dans Le Roi Lear selon Shakespeare et dans Jeanne de Lignières.

### La notoriété

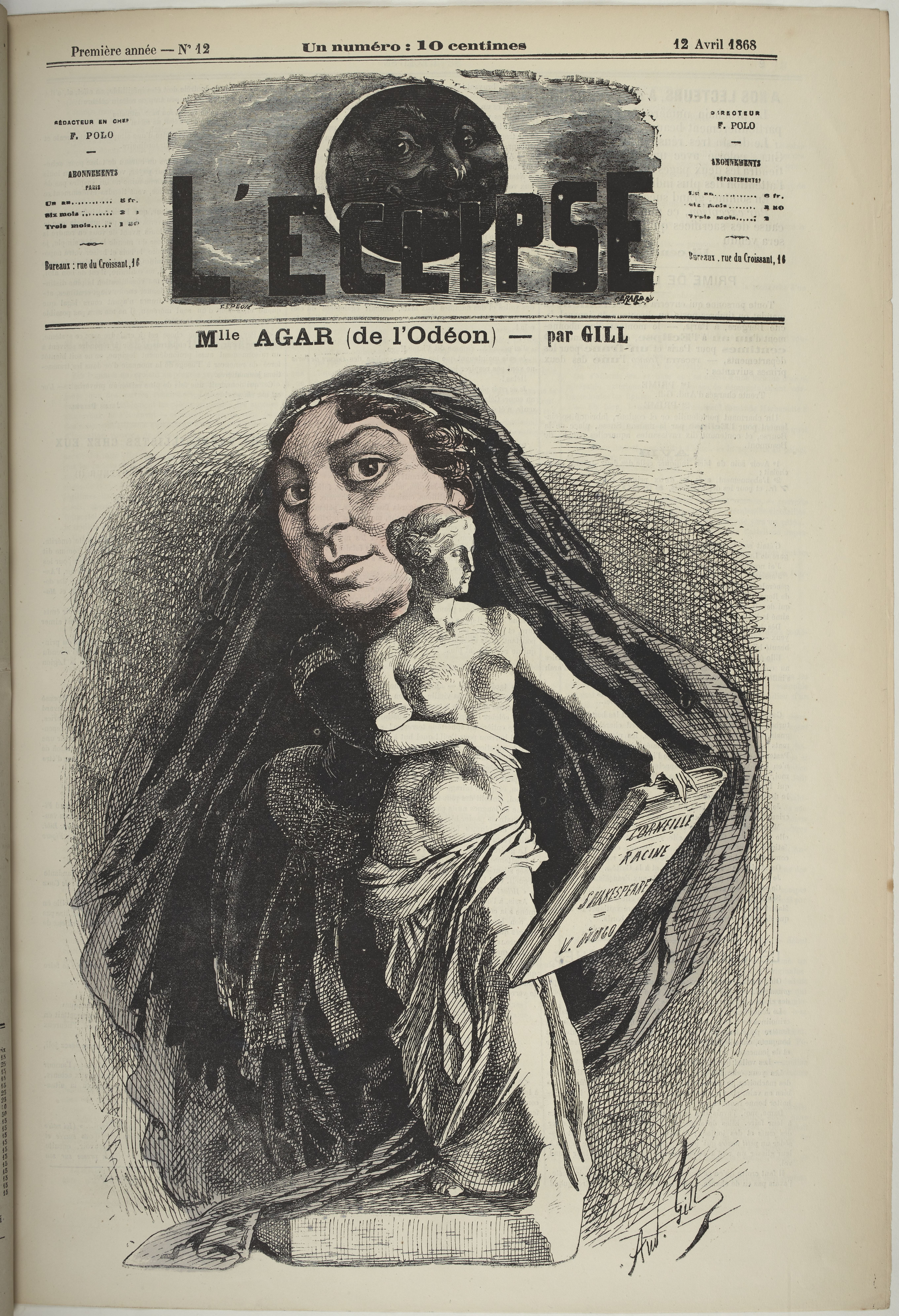
Caricature par André Gill (1868).

Marie Léonide entretient une relation amicale avec un jeune poète, François Coppée, qui vient de commettre sa première pièce de théâtre, une comédie en vers en un acte à deux personnages, intitulée Le Passant. Elle obtient de la direction de l'Odéon que cette pièce soit inscrite au répertoire et se retrouve ainsi dans le rôle de Silvia aux côtés de Sarah Bernhardt qui interprète celui du troubadour Zanetto, le 14 janvier 1869. Ces représentations se révèlent être une réussite pour les deux tragédiennes comme pour l'auteur.
Ce succès rouvre à Mlle Agar les portes de la Comédie-Française où, le 6 juin 1869, elle interprète « à son plus grand avantage » le rôle d'Émilie dans Cinna de Corneille : « elle a assoupli […] les côtés aigus de son talent et elle a fait les plus louables efforts pour rompre avec certaines de ses traditions natives ». Elle est désormais considérée comme « sans conteste, la première tragédienne du Théâtre-Français ».
Très applaudie, elle enchaîne les rôles sur cette scène : en juillet celui de Camille dans Horace de Corneille puis le rôle-titre dans Phèdre de Racine, en septembre celui d'Hermione dans Andromaque de Racine, et en octobre le rôle d'Andromaque elle-même dans cette dernière tragédie.
Le 20 juillet 1870, lendemain de la déclaration de guerre de la France à la Prusse, pendant une représentation du Lion amoureux de  François Ponsard, le public réclame, comme il l'a déjà fait l'avant-veille, le 18, d'entendre entre deux actes l'orchestre jouer La Marseillaise. Cette fois, Mlle Agar, qui fait partie de la distribution de la pièce, « s'avance et déclame avec une énergie toute virile les strophes dont la salle répète chaque fois le refrain ».
À compter de ce jour, le public exigea que la tragédienne vînt chanter la Marseillaise tous les soirs quel que soit le spectacle proposé, ce qu’elle fit ainsi quarante-quatre fois de suite jusqu’à la fermeture du théâtre. Théophile Gautier commente : « Elle ne chante pas précisément La Marseillaise, mais elle mêle d’une façon très habile la mélodie à la récitation et l’effet qu’elle obtient est très grand […] Elle y fait prédominer l’élan héroïque et la certitude du triomphe ».

### La communarde
Durant la Commune de Paris démarrée en mars 1871, elle se produit en faveur de cette cause le 30 avril pour une matinée au théâtre du Vaudeville, le 14 mai aux Tuileries puis le 21 mai pour un concert au profit des blessés et des veuves et orphelins des gardes nationaux tués, alors que les troupes versaillaises entrent dans Paris.
Le 6 mai 1871, le gouvernement de la Commune organisa un concert aux Tuileries, au profit des veuves et des orphelins des Fédérés, et sollicita de la Comédie-Française le concours d'une artiste pour réciter La Marseillaise. Édouard Thierry, alors administrateur et gardien du Théâtre-Français, conseilla à Mme Agar d'accepter… On fit de cette soirée un crime à la pauvre artiste qui, pour toute défense, se contentait de répondre invariablement : « Je suis partout où je puis être en aide aux malheureux. » Il n'en fallut pas plus pour que la situation de Mme Agar devînt impossible à la Comédie-Française qu'elle quitta en 1872 pour entreprendre de longues et pénibles tournées en province.

### Éclipses, réapparitions et dénouement

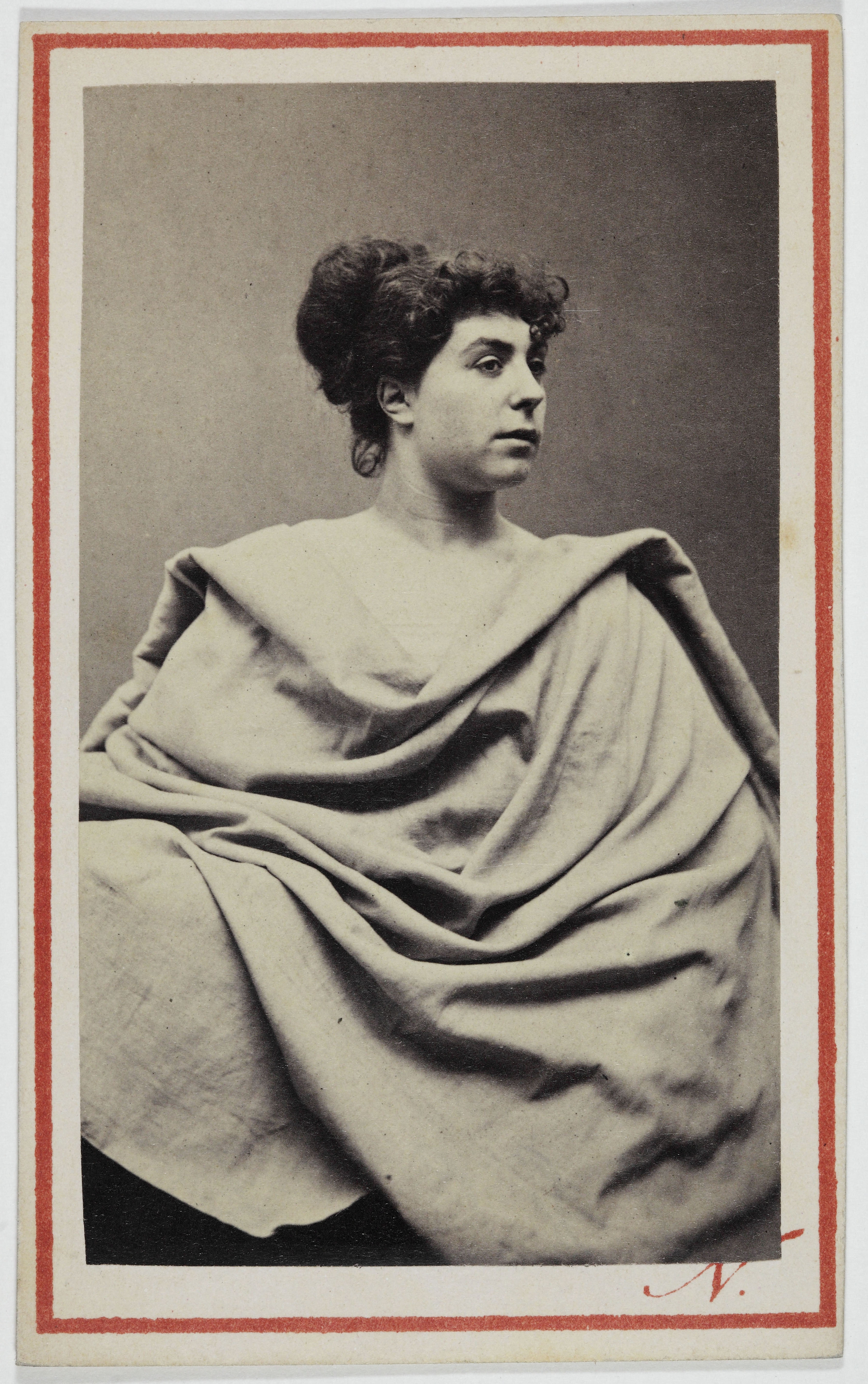
Portrait par l'atelier Nadar.

Soutenue par Georges Marye et Paul Bourget, Marie Léonide ne fait plus que de rares apparitions sur la scène parisienne. On la revoit en 1875 au théâtre de la Porte-Saint-Martin et au théâtre de la Renaissance puis en 1877 au théâtre de l'Ambigu-Comique.
Le 8 avril 1878, après six ans d’ostracisme, la Comédie-Française lui rouvre ses portes en lui confiant le rôle de Mme Bernard dans Les Fourchambault d’Émile Augier. Elle y obtient un grand succès, puis joue le rôle-titre d’Athalie de Racine, celui d’Agrippine dans Britannicus du même auteur, reprend des rôles dans Le Village d'Octave Feuillet et Les Ouvriers de Nicolas Brazier et Théophile Marion Dumersan.
Cependant, n’ayant pas été nommée sociétaire de la Comédie-Française à la fin de l’année, Marie Léonide se dépite et reprend la route.
Devenue veuve en 1879 de son premier mari (Nique), elle épouse, en 1880, Georges Marye, conservateur des antiquités africaines à Alger.
Paris la retrouve en 1882 et 1883 sur la scène de l’Ambigu dans le rôle de la princesse Boleska dans Les Mères ennemies de Catulle Mendès, puis dans celui de Marie dans La Glu de Jean Richepin.
À nouveau, l’ombre de la Comédie-Française plane sur son destin ; elle retrouve sa place de pensionnaire en septembre 1885 pour le rôle de la reine-mère Gertrude dans Hamlet d’après William Shakespeare, tout en continuant d’espérer le sociétariat.
C’est malade, fatiguée, découragée qu’elle va vivre les dernières années de son existence tout en nourrissant une certaine amertume, voire de la rancœur, à l’égard de la maison de Molière en se rappelant « ses sept années perdues au Théâtre-Français ».

Elle est l'amie intime de Pauline Savari, son élève, qui organise pour elle, que la paralysie a frappée, et dont les ressources sont assez précaires, une « représentation à bénéfice » en mai 1889.
«  Éprise avant tout des grandes héroïnes, tour à tour Camille, Phèdre, Hermione et Émilie, elle n'a pas prodigué son admirable talent en de nombreuses et fugitives créations ; mais n'eût-elle que les deux rôles du Passant, cette touchante inspiration de François Coppée, et des Mères ennemies, l'œuvre maîtresse et puissante de Catulle Mendès, eh ! ce serait déjà de la gloire !  »
— Pauline Savari
En 1890, âgée de 58 ans, alors qu’elle déclamait le poème de Victor Hugo Le Cimetière d’Eylau, c’est sur scène qu'elle est frappée par la paralysie ; tout un côté de son corps est inerte.

Le 15 août 1891, Madame Agar-Marye meurt en son domicile d’Alger.

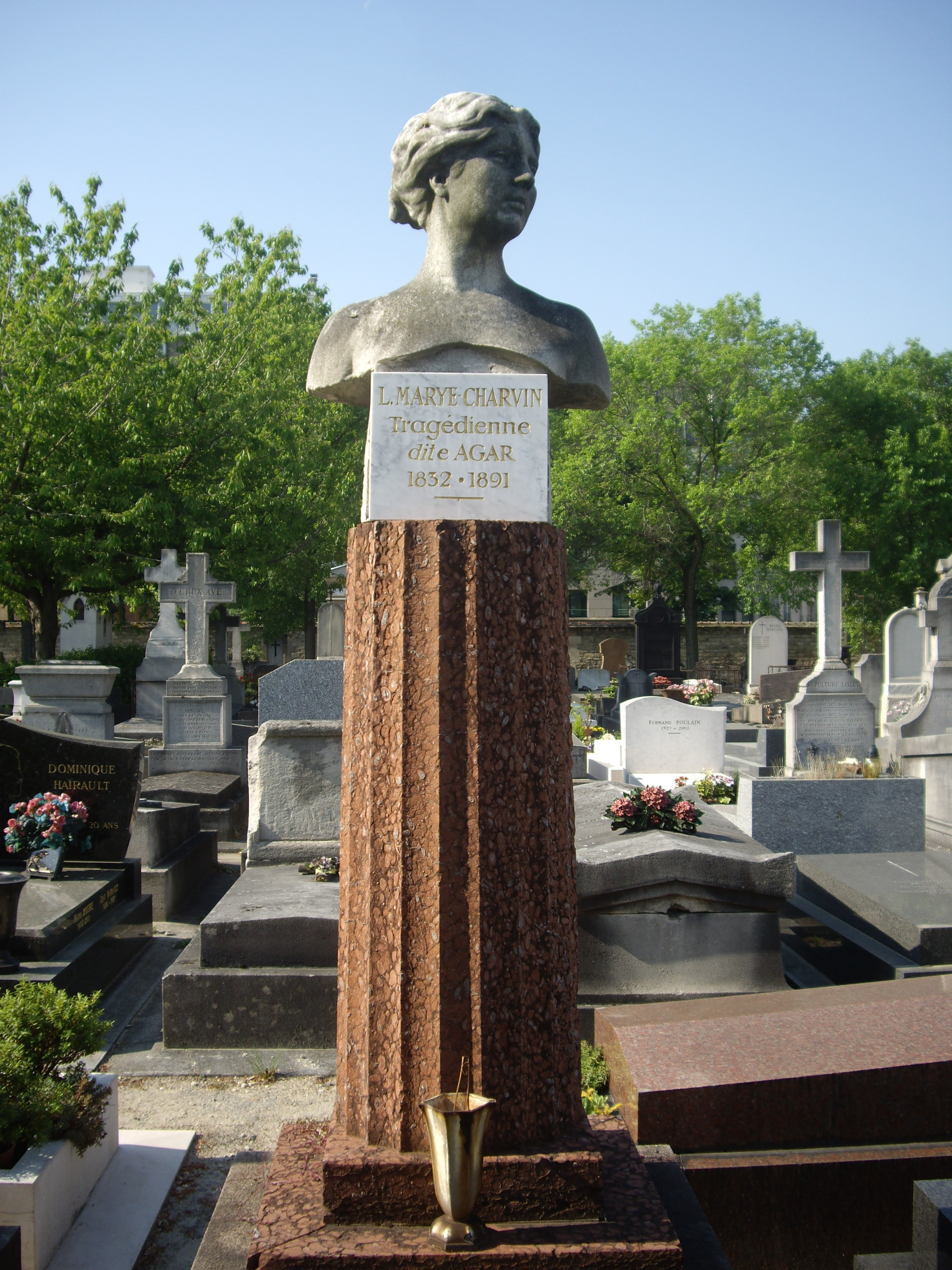
Buste funéraire de Mlle Agar par Henry Cros.

Marie-Léonide Agar a été inhumée au cimetière du Montparnasse dans la 9e division. Sur sa tombe est placée une reproduction du très beau buste de la tragédienne par le statuaire Henry Cros.
François Coppée, lors de l’inauguration du buste, déclama ces vers sur sa tombe :
D’autres rappelleront que ton sort, pauvre femme, 
Fut rigoureux, malgré tant de soirs éclatants, 
Qu’on disputa son trône à la Reine du drame
Et qu’un injuste oubli l’exila trop longtemps.
En 1910, un médaillon à la mémoire de la tragédienne a été inauguré à l’Odéon, lieu de ses premiers succès de scène.

## Ambiguïtés d'état-civil
À commencer par ses propres déclarations, certaines ambiguïtés persistent sur ses prénoms, date et lieu de naissance.

Le prénom de Marie est parfois remplacé par celui de Florence (plaque commémorative apposée en 1917 par la municipalité d'Alger sur la maison où elle est décédée).
La même plaque commémorative la fait naître en 1836, la rajeunissant de quatre ans, dans la ville de Saint-Claude (Jura).
La ville de Vienne (Isère) est également citée comme lieu de naissance ainsi que la ville de Valence (Drôme).
Agar elle-même a prétendu être née à Bayonne (Pyrénées-Atlantiques) en septembre 1837 lors de son inscription à l'association des Artistes.
La date du 14 août est parfois citée pour son décès.

## Théâtre

### Comédie-Française
- 1869 : Cinna de Pierre Corneille : Émilie
- 1878 : Les Fourchambault d'Émile Augier : Mme Bernard
- 1878 : Athalie de Jean Racine : Athalie
- 1878 : Britannicus de Jean Racine : Agrippine

### Hors Comédie-Française
- 1862 : Phèdre de Jean Racine, théâtre de l'Odéon : Phèdre
- 1869 : Le Passant de François Coppée, théâtre de l'Odéon : Silvia
- 1873 : Andromaque de Jean Racine, théâtre de Vevey

## Galerie

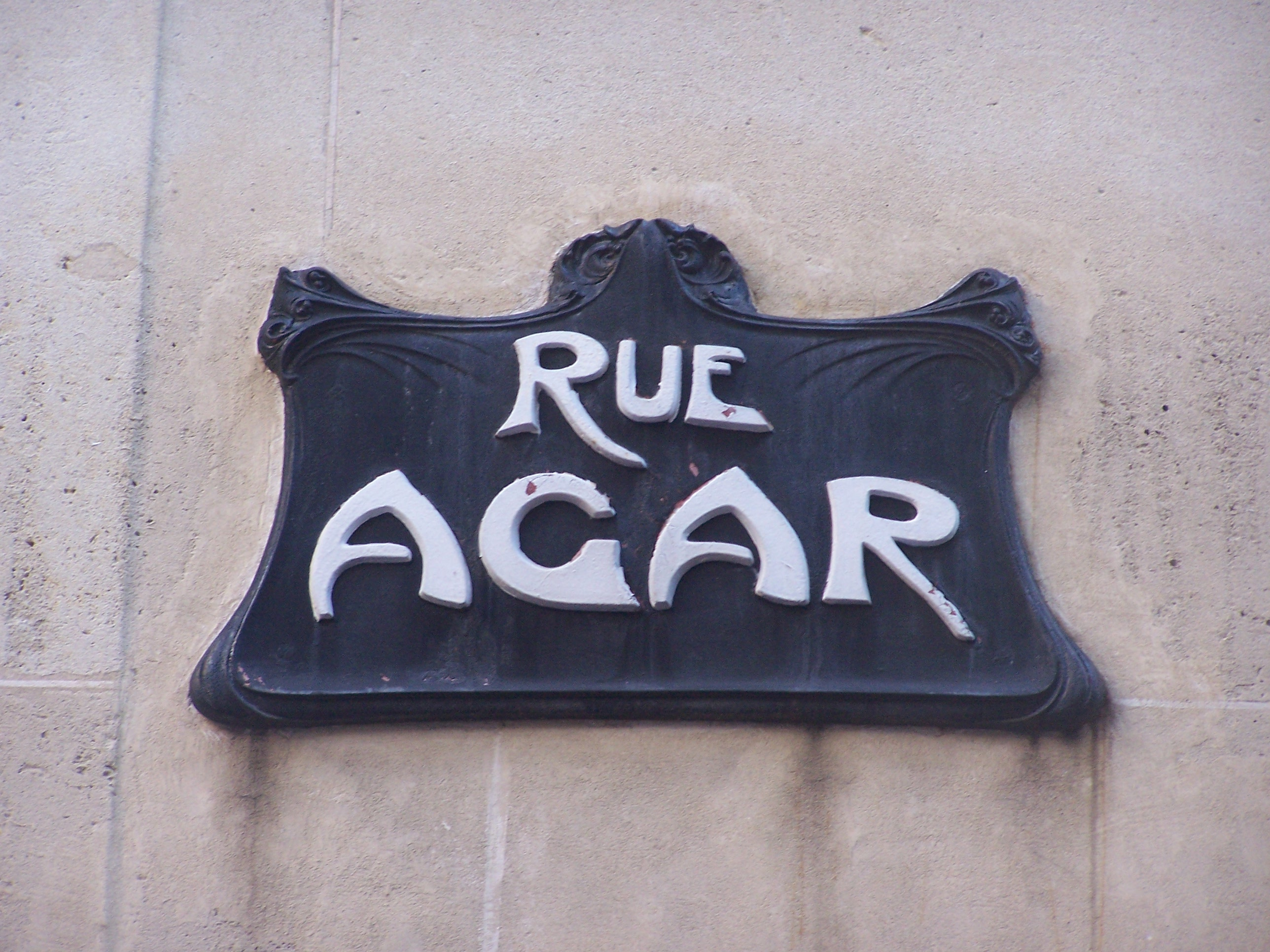
Plaque de rue à Paris 16e dessinée par Hector Guimard (vers 1911).
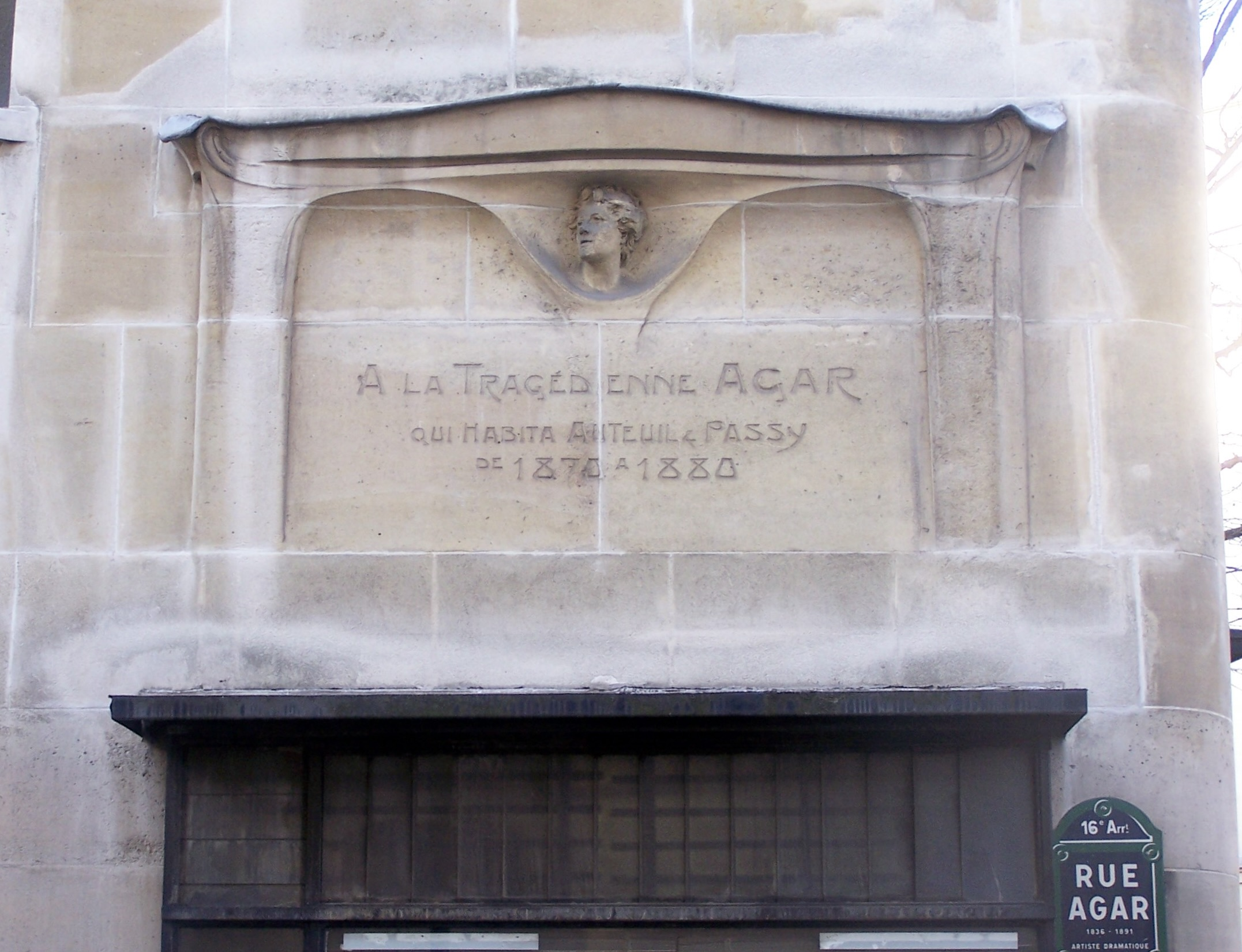
Mémorial à l'entrée de la rue Agar à Paris, 16e arrondissement (vers 1912).